# Aikea-Guinea
Aikea-Guinea — п'ятий мініальбом англійської групи Cocteau Twins, який вийшов 4 березня 1985 року.

## Композиції
1. Aikea-Guinea – 3:57
2. Kookaburra – 3:19
3. Quisquose – 4:10
4. Rococo – 3:08

## Склад
- Елізабет Фрейзер — вокал
- Робін Ґатрі — гітара, ударні
- Саймон Реймонд — бас-гітара